# Sergio Falcón
Sergio Falcón, vollständiger Name Sergio Damián Falcón Rodas (* 28. Mai 1998 in Montevideo), ist ein uruguayischer Fußballspieler.

## Karriere
Der 1,78 Meter große Mittelfeldakteur Falcón gehörte seit der Apertura 2015 dem Profikader des Zweitligisten Canadian Soccer Club an. In der Saison 2015/16 wurde er dort siebenmal in der Segunda División eingesetzt. Einen Treffer erzielte er nicht. In der Saison 2016 sind keine weiteren Einsätze oder Berufungen in den Spieltagskader zu verzeichnen.